# تذكر: حرب الابن
تذكر: حرب الابن (بالكورية: 리멤버 – 아들의 전쟁)؛ هو مسلسل تلفزيوني كوري جنوبي من بطولة يو سيونغ هو، بارك سونغ وونغ، بارك مين يونغ، نامكوونغ مين، جونغ هي سونغ. تم بثه على SBS TV من 9 ديسمبر 2015 إلى 18 فبراير 2016 لمدة 20 حلقة.
فاز الممثل يو سيونغ هو (بجائزة التميز للممثل في نوع الدراما)، في حفل توزيع جوائز إس بي إس للدراما لعام 2016، بالإضافة إلى الترشح لجائزة التميز الاعلى، في حفل توزيع جوائز الدراما الكورية التاسع، فاز الممثل «نام كونج مين» بصفته الخصم الرئيسي في القصة (بجائزة التميز للممثل في مسلسل قصير) في حفل توزيع جوائز نجم آبان الخامس، بالإضافة إلى الترشح للجائزة الكبرى في حفل توزيع جوائز إس بي إس للدراما لعام 2016، ولأفضل ممثل في حفل توزيع جوائز بيكسانغ للفنون ال52.

## القصة
سيو جين وو (يو سيونج هو) لديه حالة تعرف هايبرثيميسيا والتي تجعل منه يتذكر كل يوم تقريباً بكل تفاصيله، لكي يُثبت براءة والده يصبح جين وو محامياً، بينما يُكافح ليُثبت براءة والده يبدأ جين وو بخسارة ذاكرته بسبب الزهايمر.

## طاقم
- يو سيونغ هو في دور سيو جين وو

عندما كان طفلاً، ذهب للعيش مع والده بعد وفاة والدته وشقيقه في حادث سيارة، بسبب ذاكرته الفائقة، أصبح قادرًا على أن يصبح أصغر محامٍ في كوريا الجنوبية بعد تركه المدرسة الثانوية لإثبات براءة والده ومنع إعدامه.
- بارك سونغ وونغ في دور بارك دونغ هو

محام نجاح بنسبة 100٪، لكنه سيئ السمعة، يدافع عن الأغنياء والأقوياء بغض النظر عن ذنبهم أو براءتهم.
- بارك مين يونغ في دور لي إن آه

هي الوحيدة التي تصدق أن والد جين وو (بريء)، وهي تدعم جين-وو دون قيد أو شرط خلال الأوقات الصعبة، أصبحت المدعي العام التي تقاتل من أجل قضية وبراءة والد جين وو.
- نام كونج مين في دور نام جيو نام

يعتبر نام جيو مان خصمًا مخبولا وثريًا، وهو مسؤول عن الجريمة التي اتهم بها والد سيو جين-وو ظلما، إنه قاسي وعنيف ووحشي، لدرجة أن شركته تحتفظ بفريق قانوني منفصل للتعامل مع تصرفاتها الطائشة وسلوكه.
- جونغ هاي سونغ بدور نام يو كيونغ

تعيش هيو كيونغ في فقاعة من الطبقة العليا، وهي أخت جيو مان ويحبها والدها كثيرا، وهي أيضًا زميله لي اين اه، وسرعان ما تنجذب إلى جين وو بسبب مهاراته المذهلة.

## المشاهدات
| رقم الحلقة | تاريخ البث الأصلي | تقييمات            | تقييمات                     | تقييمات           | تقييمات                     | تقييمات |
| رقم الحلقة | تاريخ البث الأصلي | تقييمات TNmS       | تقييمات TNmS                | إيه جي بي نيلسن   | إيه جي بي نيلسن             |         |
| رقم الحلقة | تاريخ البث الأصلي | على الصعيد الوطني  | منطقة العاصمة الوطنية سيئول | على الصعيد الوطني | منطقة العاصمة الوطنية سيئول |         |
| ---------- | ----------------- | ------------------ | --------------------------- | ----------------- | --------------------------- | ------- |
| 1          | 9 ديسمبر 2015     | 6.6٪ (العشرون)     | 8.1٪ (الرابع عشر)           | 7.2٪ (العشرون)    | 8.2٪ (15)                   |         |
| 2          | 10 ديسمبر 2015    | 7.9٪ (18)          | 9.6٪ (الثامن)               | 9.7٪ (16)         | 10.8٪ (التاسع)              |         |
| 3          | 16 ديسمبر 2015    | 9.6٪ (الثالث عشر)  | 12.3٪ (الخامس)              | 11.7٪ (الخامس)    | 13.9٪ (الخامس)              |         |
| 4          | 17 ديسمبر 2015    | 10.0٪ (الثاني عشر) | 11.9٪ (الثالث)              | 12.1٪ (السادس)    | 14.3٪ (الرابع)              |         |
| 5          | 23 ديسمبر 2015    | 11.2٪ (الثامن)     | 13.4٪ (الثالث)              | 13.4٪ (الخامس)    | 15.8٪ (الثالث)              |         |
| 6          | 24 ديسمبر 2015    | 11.4٪ (السادس)     | 13.4٪ (الثاني)              | 13.4٪ (الرابع)    | 14.8٪ (الثالث)              |         |
| 7          | 6 يناير 2016      | 13.2٪ (الخامس)     | 15.9٪ (الثاني)              | 15.7٪ (الرابع)    | 18.1٪ (الثاني)              |         |
| 8          | 7 يناير 2016      | 14.2٪ (الخامس)     | 18.6٪ (الثاني)              | 15.6٪ (الرابع)    | 17.7٪ (الثاني)              |         |
| 9          | 13 يناير 2016     | 14.6٪ (السادس)     | 18.0٪ (الثاني)              | 16.4٪ (الرابع)    | 19.1٪ (الثاني)              |         |
| 10         | 14 يناير 2016     | 16.2٪ (الرابع)     | 20.0٪ (الثاني)              | 16.4٪ (الرابع)    | 19.0٪ (الثالث)              |         |
| 11         | 20 يناير 2016     | 16.1٪ (الرابع)     | 19.3٪ (الثاني)              | 15.1٪ (الرابع)    | 16.3٪ (الثاني)              |         |
| 12         | 21 يناير 2016     | 16.6٪ (الرابع)     | 18.7٪ (الثاني)              | 16.6٪ (الرابع)    | 18.8٪ (الثالث)              |         |
| 13         | 27 يناير 2016     | 15.6٪ (الخامس)     | 18.7٪ (الثاني)              | 15.1٪ (الرابع)    | 17.9٪ (الثالث)              |         |
| 14         | 28 يناير 2016     | 17.6٪ (الثالث)     | 19.7٪ (الثاني)              | 15.6٪ (الرابع)    | 17.9٪ (الثالث)              |         |
| 15         | 3 فبراير 2016     | 15.3٪ (السادس)     | 18.7٪ (الثاني)              | 16.3٪ (الثالث)    | 18.6٪ (الثالث)              |         |
| 16         | 4 فبراير 2016     | 17.8٪ (الثاني)     | 20.9٪ (الثاني)              | 17.0٪ (الثالث)    | 19.8٪ (الثاني)              |         |
| 17         | 10 فبراير 2016    | 15.9٪ (الثالث)     | 19.3٪ (الثاني)              | 16.3٪ (الثالث)    | 18.5٪ (الثالث)              |         |
| 18         | 11 فبراير 2016    | 18.3٪ (الثالث)     | 23.1٪ (الثاني)              | 18.0٪ (الثالث)    | 20.3٪ (الثالث)              |         |
| 19         | 17 فبراير 2016    | 17.9٪ (الرابع)     | 21.7٪ (الثاني)              | 18.1٪ (الثالث)    | 20.9٪ (الثاني)              |         |
| 20         | 18 فبراير 2016    | 20.1٪ (الثاني)     | 23.7٪ (الثاني)              | 20.3٪ (الثاني)    | 22.6٪ (الثاني)              |         |
| المعدل     | المعدل            | 14.2٪              | 17.3٪                       | 15.0٪             | 17.2٪                       |         |

## الجوائز والترشيحات
| عام  | جائزة                                 | فئة                                               | متلقي                      | نتيجة |
| ---- | ------------------------------------- | ------------------------------------------------- | -------------------------- | ----- |
| 2016 | جوائز الدراما الكورية                 | جائزة التميز الأعلى، ممثل                         | يو سيونغ هو                | رُشِّح   |
| 2016 | جوائز بايكسانغ للفنون ال52            | افضل ممثل                                         | نامكونج مين                | رُشِّح   |
| 2016 | جوائز آبان ستار ال5                   | جائزة التميز، ممثل في مسلسل قصير                  | نامكونج مين                | فوز   |
| 2016 | جائزة الفنان الآسيوي الأول            | جائزة أفضل ممثل                                   | نامكونج مين                | فوز   |
| 2016 | جوائز اس بي اس لدراما الرابع والعشرين | الجائزة الكبرى (دايسانغ)                          | نامكونج مين                | رُشِّح   |
| 2016 | جوائز اس بي اس لدراما الرابع والعشرين | جائزة التميز الأعلى، ممثلة في نوع دراما وفانتازيا | بارك مين يونغ "ممثلة كورية | رُشِّح   |
| 2016 | جوائز اس بي اس لدراما الرابع والعشرين | جائزة التميز، ممثل في نوع دراما                   | يو سيونغ هو                | فوز   |
| 2016 | جوائز اس بي اس لدراما الرابع والعشرين | جائزة التمثيل الخاصة، ممثل في نوع دراما           | بارك سونغ وونغ             | فوز   |
| 2016 | جوائز اس بي اس لدراما الرابع والعشرين | جائزة التمثيل الخاصة، ممثل في نوع دراما           | لي سي إيون                 | رُشِّح   |
| 2016 | جوائز اس بي اس لدراما الرابع والعشرين | جائزة التمثيل الخاصة، ممثلة في نوع دراما          | جونغ هاي سونغ              | رُشِّح   |
| 2016 | جوائز اس بي اس لدراما الرابع والعشرين | جائزة أكاديمية نجم - أفضل مثابر                   | يو سيونغ هو                | رُشِّح   |
| 2016 | جوائز اس بي اس لدراما الرابع والعشرين | جائزة أكاديمية نجم - أفضل مثابر                   | لي سي إيون                 | رُشِّح   |

## البث الدولي
في الهند وإندونيسيا وماليزيا وسنغافورة، تتوفر الدراما على خدمة البث عبر الإنترنت، Viu مع ترجمة باللغة الصينية والإنجليزية والإندونيسية والماليزية.
في ماليزيا وسنغافورة وإندونيسيا وكمبوديا، تم بثه بواسطة قناة One TV Asia مع ترجمة باللغة الإنجليزية والماليزية والصينية.

## روابط خارجية
- تذكر: حرب الإبن على موقع IMDb (الإنجليزية)
- تذكر: حرب الإبن على موقع كينوبويسك (الروسية)
- تذكر: حرب الإبن على موقع قاعدة بيانات الفيلم (الإنجليزية)
- تذكر: حرب الابن على هانسينما